# Damalis marginata
Damalis marginata är en tvåvingeart som beskrevs av Wulp 1872. Damalis marginata ingår i släktet Damalis och familjen rovflugor. Inga underarter finns listade i Catalogue of Life.